# Noël Pinot
Noël Pinot (Angers, 19 dicembre 1747 – Angers, 21 febbraio 1794) è stato un presbitero francese, venerato come beato dalla Chiesa cattolica.

## Biografia
Cappellano dell'ospedale degli incurabili di Angers e poi parroco di Le Louroux-Béconnais, dopo la Rivoluzione rifiutò di prestare giuramento per l'osservanza della costituzione civile del clero e fu destituito.
Mentre si preparava a celebrare la Santa Messa, fu catturato e, ancora rivestito dei paramenti sacri, condotto alla ghigliottina. Salì a celebrare il sacrificio di sé stesso recitando il salmo con il quale iniziava la Messa: "Introibo ad altare Dei". Il corpo del martire fu gettato nella fossa comune presso l'antico convento della Visitazione di Angers.

## Il culto
Fu proclamato beato come martire da papa Pio XI il 31 ottobre 1926.
Il suo elogio si legge nel martirologio Romano il 21 febbraio.